# Велика Піщана пустеля

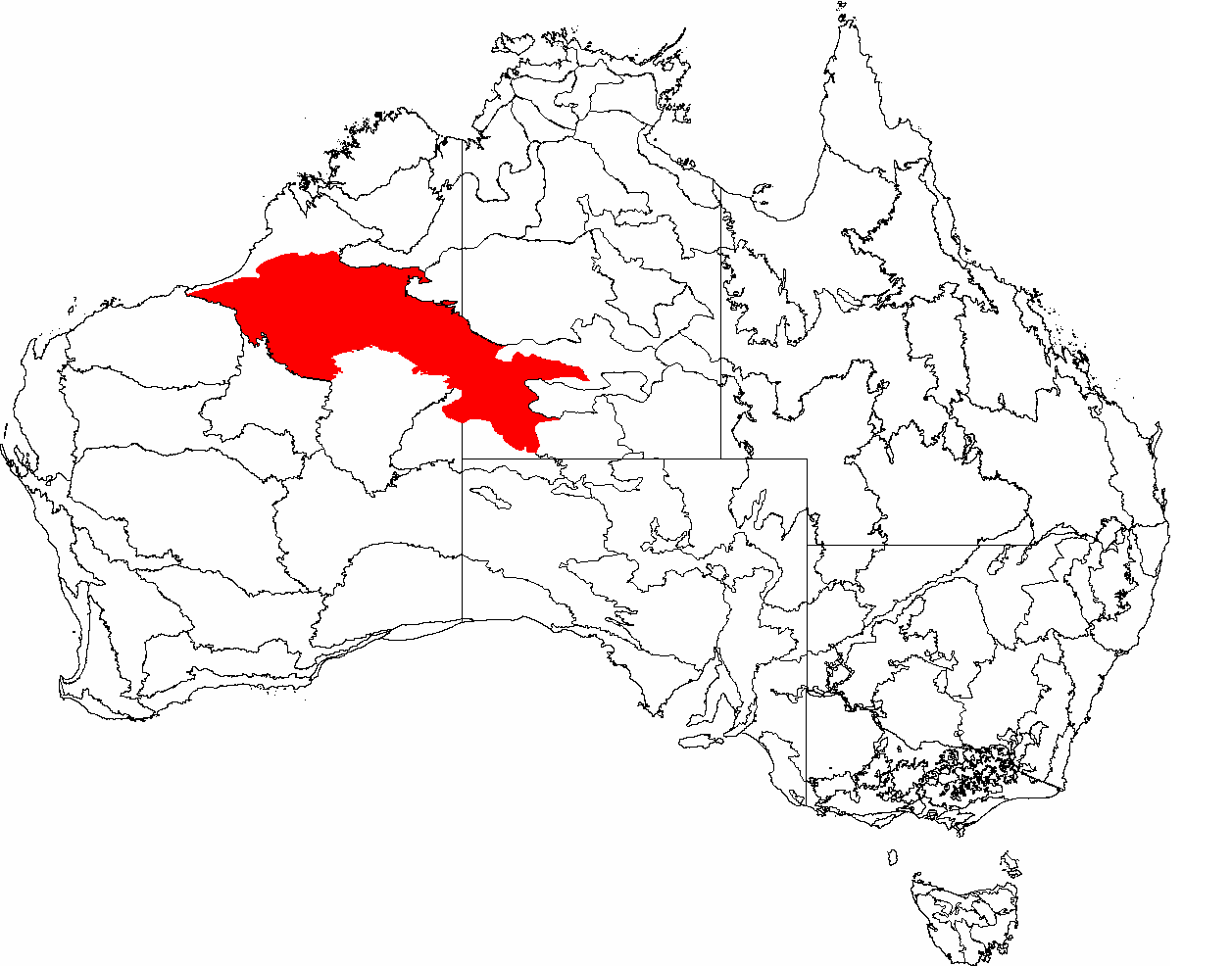
Розташування Великої Піщаної пустелі на мапі Австралії

Вели́ка Піща́на пусте́ля, або За́хідна пусте́ля (англ. Great Sandy Desert) — піщано-солончакова пустеля на північному заході Австралії у штаті Західна Австралія й Північній Території.

## Географія
На півдні переходить у пустелю Гібсона. Площа 360 000 км². Розкинулася на 900 км із заходу на схід, а також на 600 км з півночі на південь від регіону Кімберлі до тропіка Козорога.

## Рельєф
Переважаючий рельєф — гряди піщаних дюн, середня висота яких — 10—12 м, максимальна — до 30 м. Гряди довжиною до 50 км витягнуті в широтному напрямку, що обумовлюється напрямом панівних пасатних вітрів. У регіоні знаходяться численні озера-солончаки, зрідка наповнюються водою: Дісаппойнтмент на півдні, Маккай на сході, Грегорі на півночі, що живиться річкою Стерт-Крік.
У північно-східній частині пустелі знаходиться кратер Вулф-Крик.
Передбачається, що надра пустелі можуть містити корисні копалини.
Через район пустелі в північно-східному напрямку проходить Каннінгський скотоперегонний маршрут (Canning Stock Route) довжиною 1600 км від міста Вілуна (Wiluna) через озеро Дісаппойнтмент до Холлс-Крік (Halls Creek).

## Флора
Пустеля покрита пісками червоного кольору, на дюнах переважно виростають колючі ксерофітні злаки (спініфекс тощо). Гряди дюн розділені глинисто-солончаковими рівнинами, на яких ростуть чагарники акації (на півдні) та низькорослі евкаліпти (на півночі).

## Клімат
Велика Піщана пустеля — найспекотніший регіон Австралії. У літній період з грудня по лютий середнє значення температури доходить до 35 °C, взимку — до 20—15 °C. Опади рідкісні й нерегулярні, переважно приносяться літніми екваторіальними мусонами. У північній частині випадає близько 450 мм опадів, у південній — до 200 мм.

## Населення
Постійного населення на території пустелі немає, за винятком декількох груп аборигенів, включаючи племена караджері (Karadjeri) і нігіна (Nygina).

## Пам'ятки
У центральній частині регіону розташовується національний парк Рудалл-Рівер, на крайньому півдні — включений до списку Світової спадщини національний парк Улуру-Ката-Тьюта.